# FAM216B
FAM216B (англ. Family with sequence similarity 216 member B) – білок, який кодується однойменним геном, розташованим у людей на 13-й хромосомі. Довжина поліпептидного ланцюга білка становить 139 амінокислот, а молекулярна маса — 16 362.
| 10         |  | 20         |  | 30         |  | 40         |  | 50         |
| ---------- |  | ---------- |  | ---------- |  | ---------- |  | ---------- |
| MGQNWKRQQK |  | LWNVPQLPFI |  | RVPPSIYDTS |  | LLKALNQGQQ |  | RYFYSIMRIY |
| NSRPQWEALQ |  | TRYIHSLQHQ |  | QLLGYITQRE |  | ALSYALVLRD |  | STKRASAKVA |
| PQRTIPRKTS |  | AMTRRCPSVL |  | PVSVVLPRAQ |  | SKRRQVLRN  |  |            |

A: Аланін

C: Цистеїн

D: Аспарагінова кислота

E: Глутамінова кислота

F: Фенілаланін

G: Гліцин

H: Гістидин

I: Ізолейцин

K: Лізин

L: Лейцин

M: Метіонін

N: Аспарагін

P: Пролін

Q: Глутамін

R: Аргінін

S: Серин

T: Треонін

V: Валін

W: Триптофан